# 汉斯·普莱登武夫
汉斯·普莱登武夫（德語：Hans Pleydenwurff；约1420年—1472年1月9日）是一位德国画家。自1457年起，汉斯就開始住在纽伦堡，受到北方文藝復興时期画家的影响，他在纽伦堡開創了新的现实主义繪畫风格。汉斯于1472年在纽伦堡去世。

## 作品
- Christ as Man of Sorrows，收藏於巴塞爾美術館
- 單幅祭壇畫，收藏於日耳曼國家博物館
- Portrait of Georg Graf Löwenstein, 收藏於日耳曼國家博物館
- Kalvarienberg of Georg Graf Löwenstein, canon at Bamberg，收藏於日耳曼國家博物館
- High Altar，收藏於老绘画陈列馆
- Crucifixion

## 外部連結

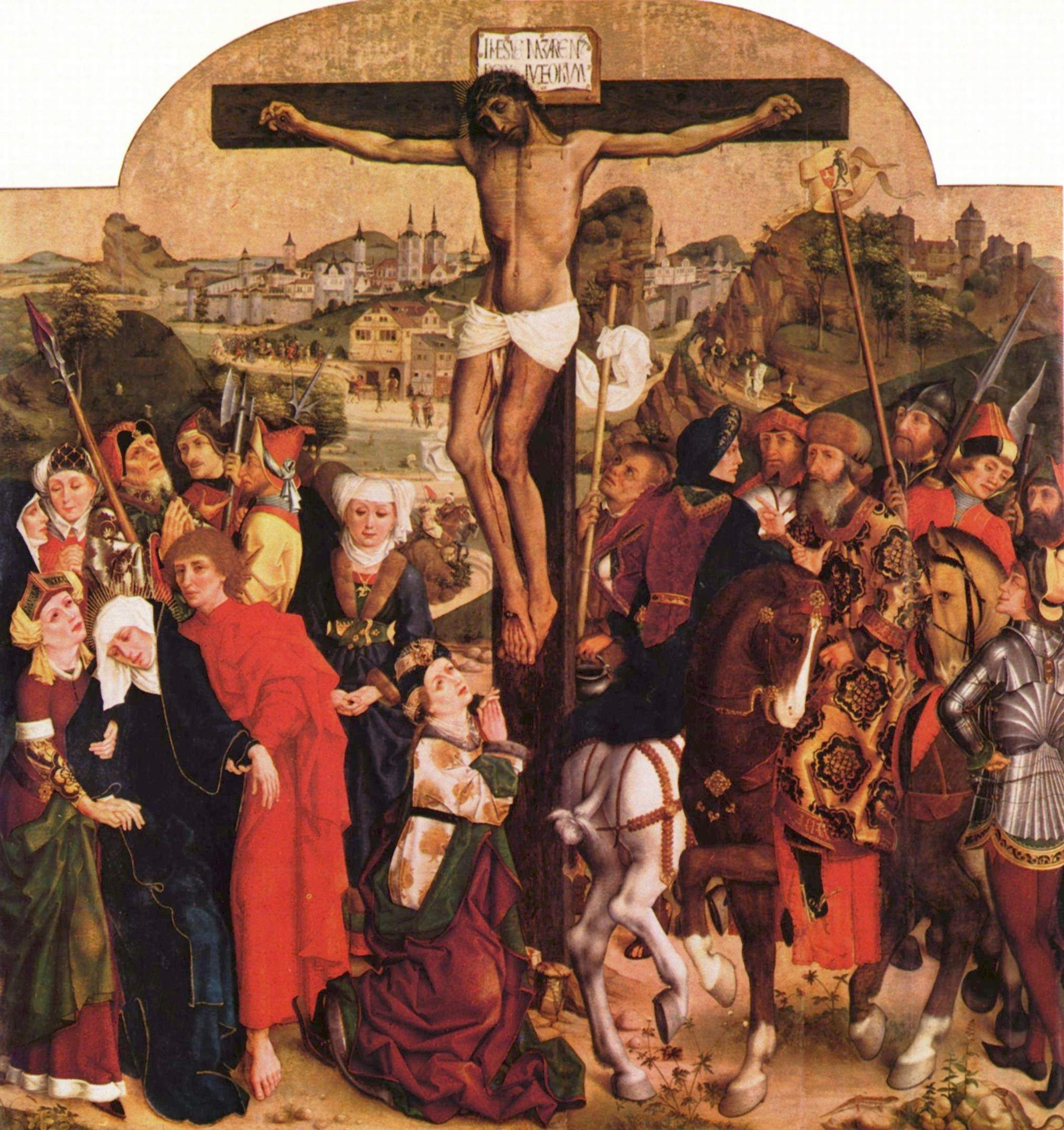
汉斯·普莱登武夫画作之一——《耶稣落难》

- Some works by Hans Pleydenwurff at Scholars Resource （页面存档备份，存于）